# モダン・ミリー
『モダン・ミリー』（原題：Thoroughly Modern Millie（英語版））は1967年のミュージカル映画。1956年に、イギリス、ロンドンにて、ミュージカルが、上演されている

。この映画を基にしたミュージカルはトニー賞を受賞した。

## あらすじ

### 概要
豪華なパーティシーン、、1920年代を彩る衣装、、飛行機のシーンやロケットなどのアクロバティックな劇場でのシーンなど。
各ミュージカルシーンの歌唱やダンスシーンは、見ものである。

### ものがたり
物語は
ギーコギーコ
大きな箱状のカゴを押し運んでいる映像からはじまる。
1210号室、、
エレベーターが動かなくなる時の描写が、ユニークである。
場面が変わり、
ミリーがやって来る。都会に、戸惑っている様子のミリー。
まずは
ファッションからと気づいたらしい、、
変身してゆくミリーが、
チャーミングに、描かれる。
無声映画時代の字幕により、
説明が加わり、、
ミリーは、偶然に、
お嬢様風の女性が困っているところをたすけることに、、
世間知らずなお嬢様であるようだ。
その娘さんは、
ドロシー・ブラウンと名乗る。
同じ所に、
住まうことになる二人、、
エレベーターに乗る間にも、
自己紹介をし、なかよくなる二人。
女主人は、
あやしい行動をとっている、、
それぞれの部屋に着く、
ミリーとドロシー。
場面は、ダンスシーンに変わり、
ジミーが登場する。
ミリーとジミーは、
新しいステップで、踊る。
女主人があらわれ、
あやしい行動をとっている。
ドロシーの飲み物に細工しようとしているようだ。
ジミーとなかよくなるミリー。
2人で、ドライブに、でかけることに、、
新しい女性像を模索するミリー。
女主人は、
何を画策しているのか、、
就職先を探すミリー。
ひょんなことから、就職先は、
みつかるのだが、、
素敵な上司に、あこがれるミリー。
仕事も上手くこなし、
結婚式での歌も、順調である。
新婦のブーケまで、ミリーのところに、、
あるパーティに参加し、
ミスをしてしまうミリー。
そこへ、あらわれるなぞの老紳士。
ジミーのはげましもあるが、、
落ちこんでしまうミリー。
マジーが、
ミリーをやさしく諭す。
部屋に帰り、
恋を想うミリー。
そこには、
あの日もらったトランプカードがある。
けれど、、ショックな出来事が、、
（真実を）確かめもせずに、傷ついてしまうミリー。
女主人と手下たちは、
相変わらず、あやしい行動をつづけている、、
誤解から、ぎくしゃくしてしまうミリーとドロシー。
だが、、女主人が、何故か、ドロシーの部屋で、眠り込んでいる、、
モダンなファッションにつつまれ、
成長してゆくミリー。
女主人の乱暴な様子を目撃してしまう。
あこがれの上司は、ドロシーが好きなようである。
ジミーが、突然に、ミリーの職場に、
たずねてくることで、騒動がおこってしまう。
ジミーを、たすけようと、
ミリーが、危険な目にあってしまう。
窮地を逃れる二人。
たすけてくれたジミーに、お礼を言うミリー。
あこがれの上司は、ドロシーのことで、落ち込んでいる様子。
上司の話しから、ドロシーの異変に気づく、ミリー。
女主人に、話を聞くが、はぐらかされてしまう。
ドロシーの身に危険が迫っている、、
ドロシーを、たすけようとする3人。
ある名案を思いつく、、
が、ジミーまで、危険な状況に、、
独り、奮闘することになってしまうミリー。
はたして、その結末は？

## ミュージカル・ナンバー（劇中曲）
1 Prelude
2 Overture
3 Jimmy
4 The Tapioca
5 Jazz Baby
6 Jewish Wedding Song (Trinkt Le Chaim)
7 Intermission Medley
8 Poor Butterfly
9 Rose Of Washington Square
10 Baby Face
11 Do It Again!
12 Thoroughly Modern Millie (Reprise)
13 Exit Music

## キャスト
| 役名                   | 俳優                       |
| ---------------------- | -------------------------- |
| ミリー・ディルマウント | ジュリー・アンドリュース   |
| ジミー・スミス         | ジェームズ・フォックス     |
| ドロシー・ブラウン     | メアリー・タイラー・ムーア |
| トレバー・グレイドン   | ジョン・ギャヴィン         |
| マジー                 | キャロル・チャニング       |
| ミセス・ミアーズ       | ベアトリス・リリー         |
| チン・ホー             | ジャック・スー             |
| バン・フー             | パット・モリタ             |

## 受賞とノミネート

### 受賞
- アカデミー作曲賞　(エルマー・バーンスタイン)
- ゴールデングローブ賞 助演女優賞　(キャロル・チャニング)
- 全米脚本家組合賞 ミュージカル映画脚本賞　(リチャード・モリス)

### ノミネート
- アカデミー助演女優賞　(キャロル・チャニング)
- アカデミー美術賞　(アレクサンダー・ゴリツィン、ジョージ・C・ウェブ、ハワード・ブリストル)
- アカデミー衣装デザイン賞　(ジェーン・ルイス)
- アカデミー編曲賞　(アンドレ・プレヴィン、ジョセフ・ガーシェンソン)
- アカデミー歌曲賞　(“Thoroughly Modern Millie”作曲:ジミー・ヴァン・ヒューゼン、作詞:サミー・カーン)
- アカデミー録音賞　(ユニヴァーサル・シティ・スタジオ音響部)
- ゴールデングローブ賞 作品賞 (ミュージカル・コメディ部門)　(ジョージ・ロイ・ヒル、ロス・ハンター)
- ゴールデングローブ賞 主演女優賞 (ミュージカル・コメディ部門)　(ジュリー・アンドリュース)
- ゴールデングローブ賞 作曲賞　(エルマー・バーンスタイン)
- ゴールデングローブ賞 主題歌賞　(“Thoroughly Modern Millie”作曲:ジミー・ヴァン・ヒューゼン、作詞:サミー・カーン)

## 主な録音、出版物など

### LP
- 映画 モダン・ミリー オリジナルサウンドトラック

### CD
- Thoroughly Modern Millie: Original Soundtrack (1967 Film)

ほか
サブスクリプション配信、ダウンロード販売など

### DVD
- ユニバーサル 100周年 ユニバーサル　シネマ・コレクション　DVD 映画「モダン・ミリー」
- モダン・ミリー Thoroughly modern Millie

(ユニバーサルシネマ・コレクション)
ほか

### BD
- Thoroughly Modern Millie [Blu-ray]（英語版のみ/リージョンコード1）

### 関連
- 度々、ミュージカル上演もされている[3]。